# Балабансько
Балаба́нсько (болг. Балабанско) — село в Ловецькій області Болгарії. Входить до складу общини Троян.

## Населення
За даними перепису населення 2011 року у селі проживали 128 осіб.
Національний склад населення села:
| Національність   | Кількість осіб | Відсоток |
| ---------------- | -------------- | -------- |
| болгари          | 122            | 95,3%    |
| турки            | 5              | 3,9%     |
| інша             | 0              | 0%       |
| Всього відповіли | 128            |          |

Розподіл населення за віком у 2011 році:
Динаміка населення: